# شهرستان یوجیاو
شهرستان یوجیاو (به لاتین: Yujia'ao Township) یک شهرک در جمهوری خلق چین است که در Ningxiang City واقع شده‌است. شهرستان یوجیاو ۹۶٫۸۵ کیلومتر مربع مساحت و ۳۹٬۰۰۰ نفر جمعیت دارد.